# Gökçe (Name)
Gökçe (türk. für „blau“; „angenehm“ und weitere Bedeutungen; gebildet mit dem Element gök, dt. „der Himmel“) ist mehrheitlich ein türkischer weiblicher Vorname aber kommt auch als männlicher Name vor. Übersetzt heißt es die Himmlische Schönheit. sowie Familienname.

## Namensträger

### Vorname
- Gökçe Akyıldız (* 1992), türkische Schauspielerin
- Kimya Gökçe Aytaç (* 1990), türkische Schauspielerin
- Gökçe Güneş Doğrusöz (* 2004), türkische Schauspielerin
- Gökçe Dinçer Gençer (* 1979), türkische Pop-Rock-Musikerin, siehe Gökçe (Sängerin)
- Gökçe Yurdakul (* 1974), türkische Soziologin

### Familienname
- Adem Gökçe (* 1982), türkischer Fußballspieler
- Bilal Gökce (* 1983), deutscher Physiker, Maschinenbauingenieur und Hochschullehrer
- Hüseyin Gökçe (* 1954), türkischer Journalist und Buchautor
- Nusret Gökçe (* 1983), kurdisch-türkischer Gastronom
- Oğulcan Gökçe (* 1992), türkischer Fußballspieler
- Ömer Faruk Gökçe (* 1962), türkischer Fußballspieler und -trainer